# Baracoa
Baracoa és un municipi de la província de Guantánamo prop de l'extrem oriental de Cuba. Va ser visitat pel navegant Cristòfor Colom el 27 de novembre de 1492, i després va ser fundat pel primer governador de Cuba, el conqueridor espanyol Diego Velázquez de Cuéllar el 15 d'agost de 1511. És l'assentament espanyol més antic de Cuba i va ser la seva primera capital.

## Geografia
Baracoa es troba al lloc on Cristòfor Colom va desembarcar a Cuba en el seu primer viatge. Es creu que el nom prové de la paraula indígena taïno que significa «presència del mar».
Baracoa es troba a la badia del riu Miel i està envoltada per una àmplia serralada boscosa, cosa que fa que romangui força aïllada, a banda d'una carretera de muntanya construïda als anys 1960 del segle passat anomenada La Farola. El municipi inclou els pobles de Barigua, Boca de Yumurí, Cabacú, Cayogüín, Jamal, Jaragua, Los Hoyos, Mabujabo, Mosquitero, Nibujón, Paso Cuba, Sabanilla, Santa María, Vega de Taco i altres localitats menors.
Baracoa té un clima de selva tropical (Af) segons la classificació climàtica de Köppen amb temperatures elevades i pluges durant tot l'any, amb un tram notablement més humit d'octubre a desembre.

## Història
Els habitants originals de l'illa eren els taïnos que van ser gairebé exterminats a causa de les malalties europees transmeses a l'illa. Un heroi local és Hatuey, que va fugir a la Hispaniola i va aixecar un exèrcit taïno per a lluitar contra els colonitzadors espanyols a Cuba i condemnat a cremar a la foguera. S'explica que just abans de morir un sacerdot catòlic va intentar convertir-lo per aconseguir la salvació i Hatuey va preguntar al sacerdot si el cel era el lloc on anaven els espanyols morts. Quan va rebre una resposta afirmativa va dir al capellà que preferia anar a l'infern.

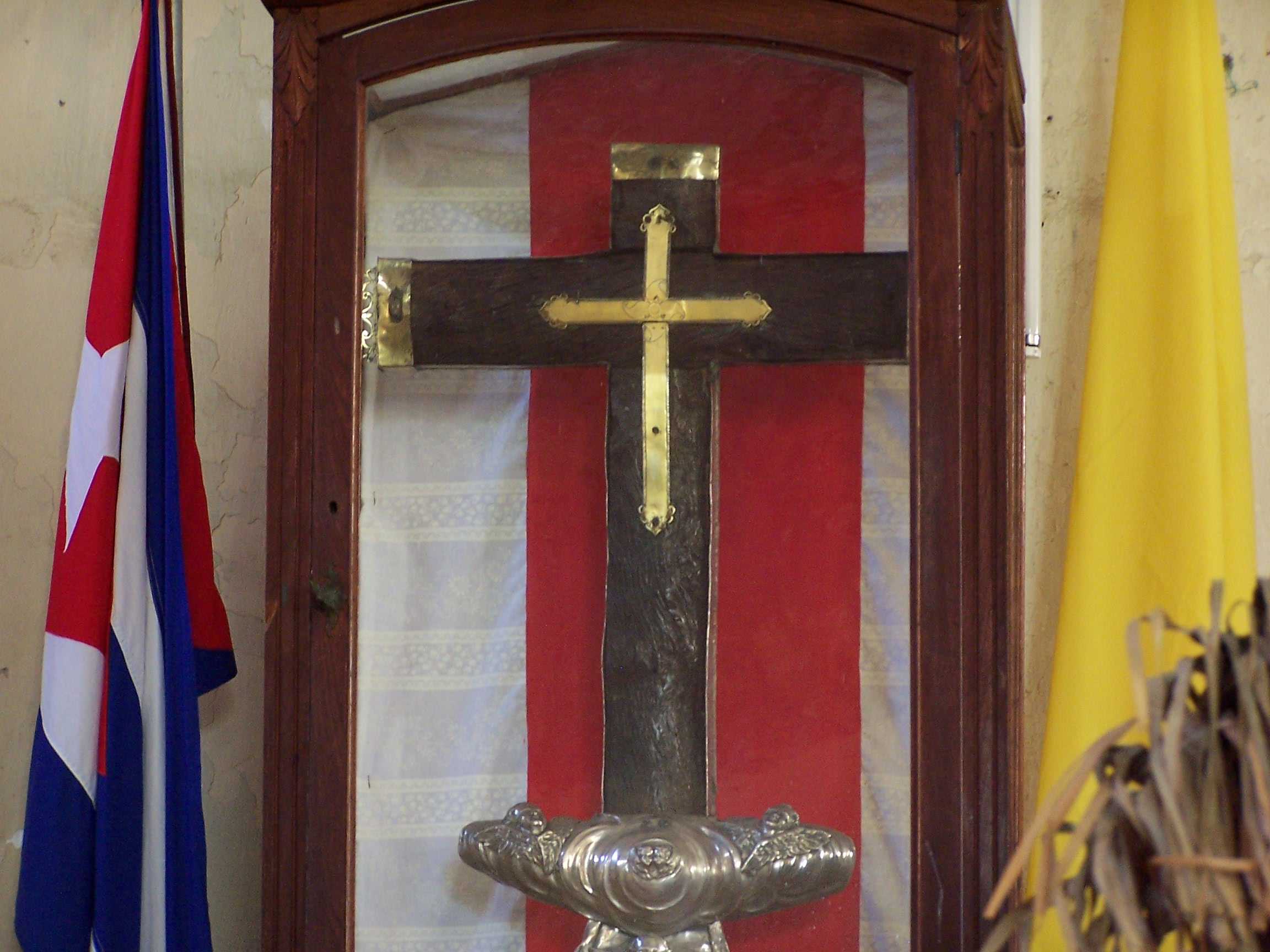
Cruz de Parra

Cristòfor Colom va desembarcar a Cuba en un lloc que va anomenar Porto Santo. Generalment, per la seva descripció s'assumeix que es tractava de Baracoa, encara que també hi ha afirmacions que consideren que era Gibara. Colom també va descriure una muntanya amb forma d'enclusa propera, que gairebé segur era El Yunque. En el seu quadern va escriure que es tractava del «lloc més bonic del món». Segons la tradició, Colom va plantar una creu anomenada Cruz de la Parra a la sorra del que després seria el port de Baracoa.
Al voltant del 15 d'agost de 1511 (dia oficial de la fundació) Diego Velázquez de Cuéllar va ser nomenat primer governador de Cuba i hi va construir una vil·la i va anomenar el lloc Nuestra Señora de la Asunción de Baracoa, convertint així Baracoa en la primera capital de Cuba. El 1518 va rebre el títol de ciutat i aquí va ser nomenat el primer bisbe cubà. Com a conseqüència, encara s'hi poden veure diverses restes de l'ocupació espanyola, com les fortificacions El Castillo, Matachín i La Punta i el cementiri.

Durant els segles XVII i XVIII, la seva ubicació aïllada va fer de Baracoa un refugi per al comerç il·legal amb els comerciants francesos i britànics. Durant la Guerra de l'Orella de Jenkins, Luis de Unzaga, un oficial del recentment organitzat Regiment Fix de l'Havana, va ser nomenat comandant en cap de Baracoa l'any 1744, que va gestionar gràcies a una xarxa de confidents, comerciants irlandesos i personal militar francès que l'advertien de possibles atacs britànics. Això va permetre a Baracoa una certa pau i prosperitat comercial entre Saint-Domingue i Cuba. A principis del segle xix molts sants dominicans van refugiar-s'hi de la revolució haitiana, i van començar a conrear cafè i cacau.

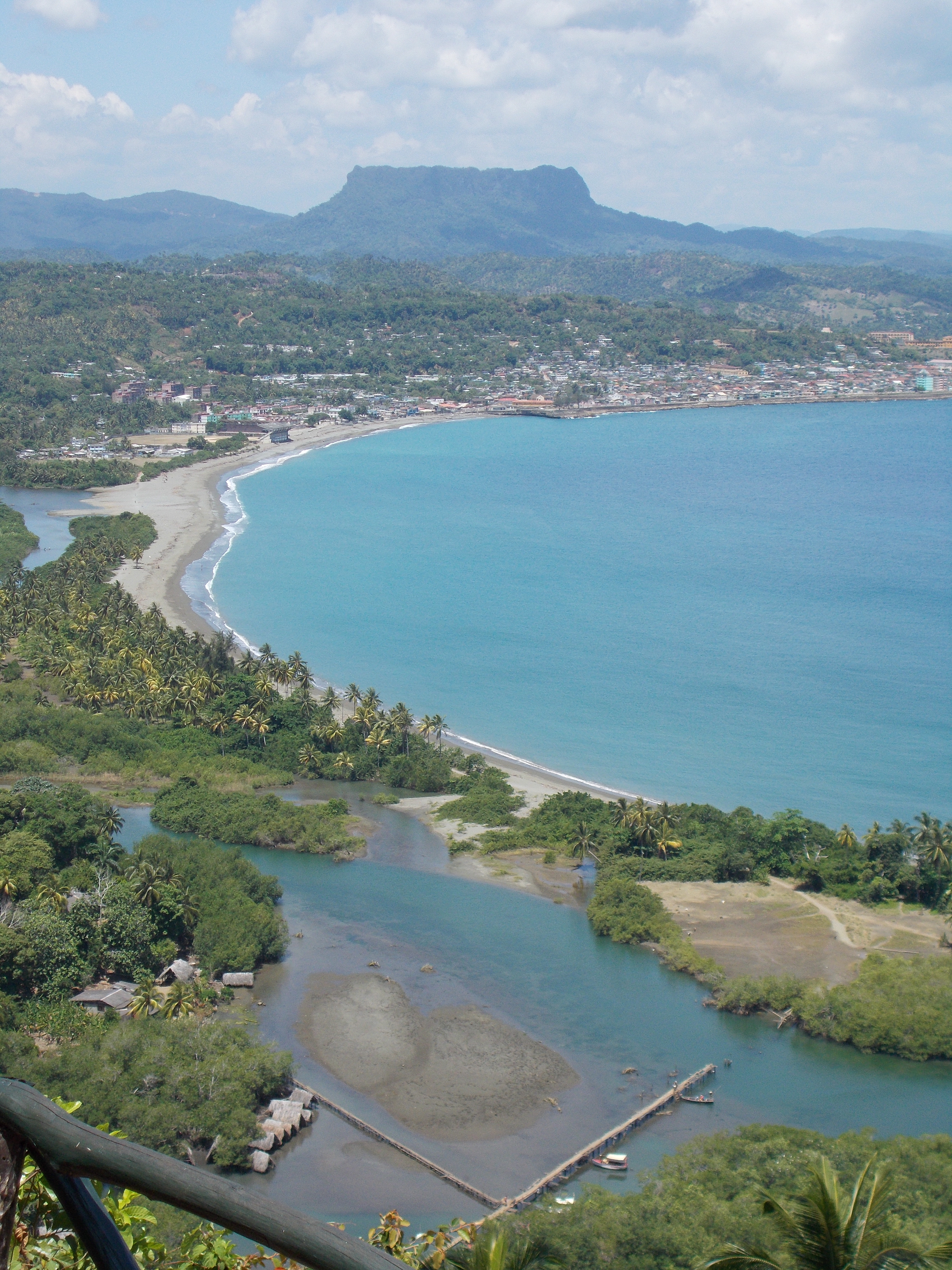
La badia del riu Miel amb El Yunque al fons

Des de mitjan segle xix hi van desembarcar nombroses expedicions d'independentistes (entre elles Antonio Maceo i José Martí) que van promoure la independència de Cuba l'any 1902. Abans de la Revolució Cubana l'únic accés era per mar, però als anys 1960 es va construir La Farola, una carretera des de Guantánamo a través de les muntanyes. El punt més alt de la carretera es troba a més de 600 msnm i passa per 11 ponts.

## Economia
Els principals productes de la regió són el plàtan, el coco i el gra de cacau, i és la principal zona d'elaboració de xocolata de Cuba. Els arbres de cacau es conreen sota les arbredes de palmeres reials a les ribes dels rius Miel, Duaba, Toa, Yumurí. L'ecoturisme i l'observació d'ocells són importants a Baracoa a causa dels boscos humits cubans. Des de Baracoa és possible visitar el Parc Nacional Alejandro de Humboldt situat a uns 20 quilòmetres al nord.

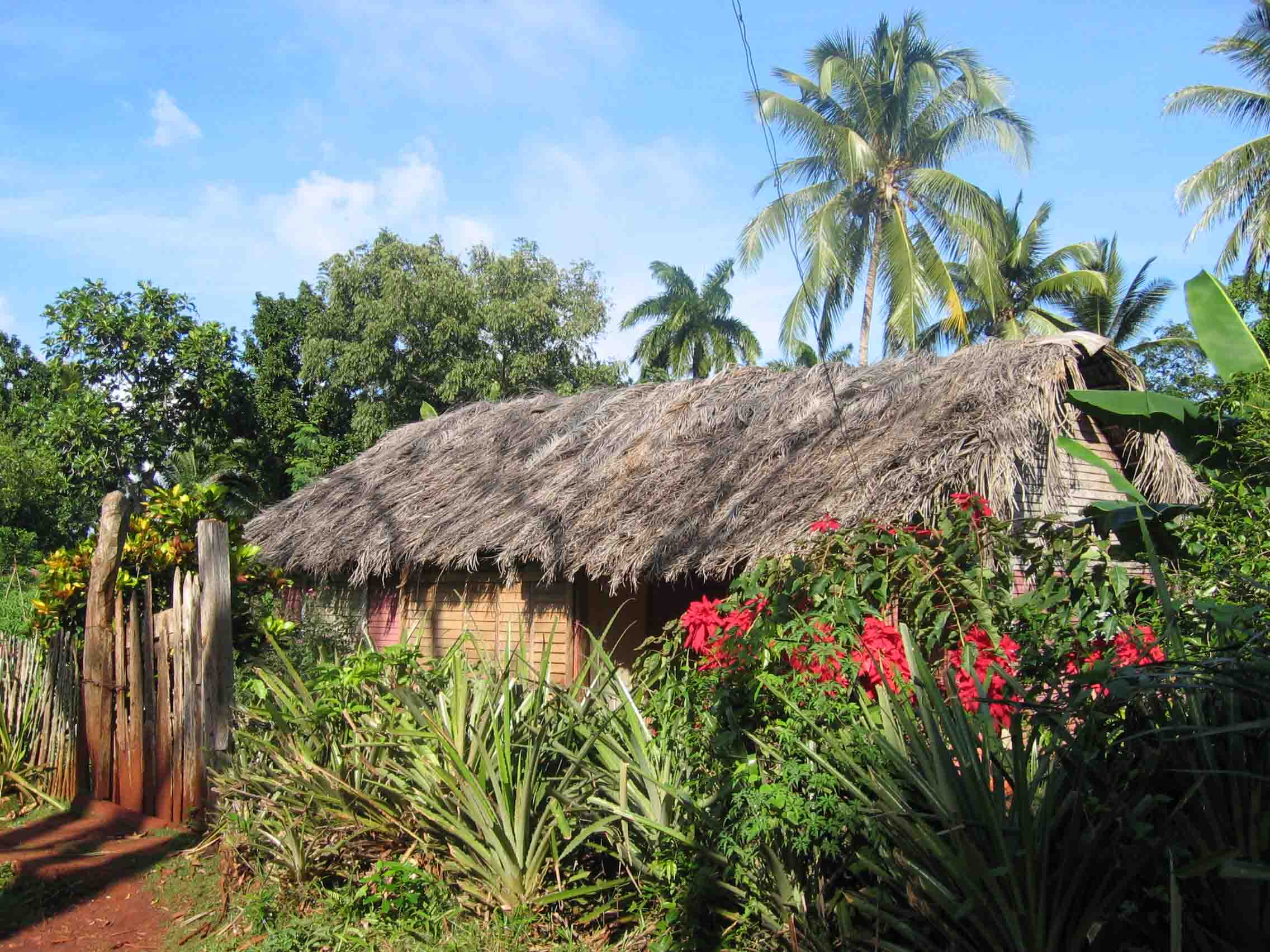
Una cabana prop de Baracoa

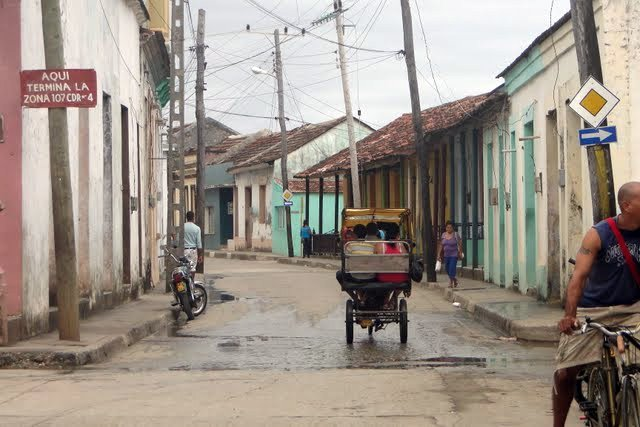
Carrer de Baracoa

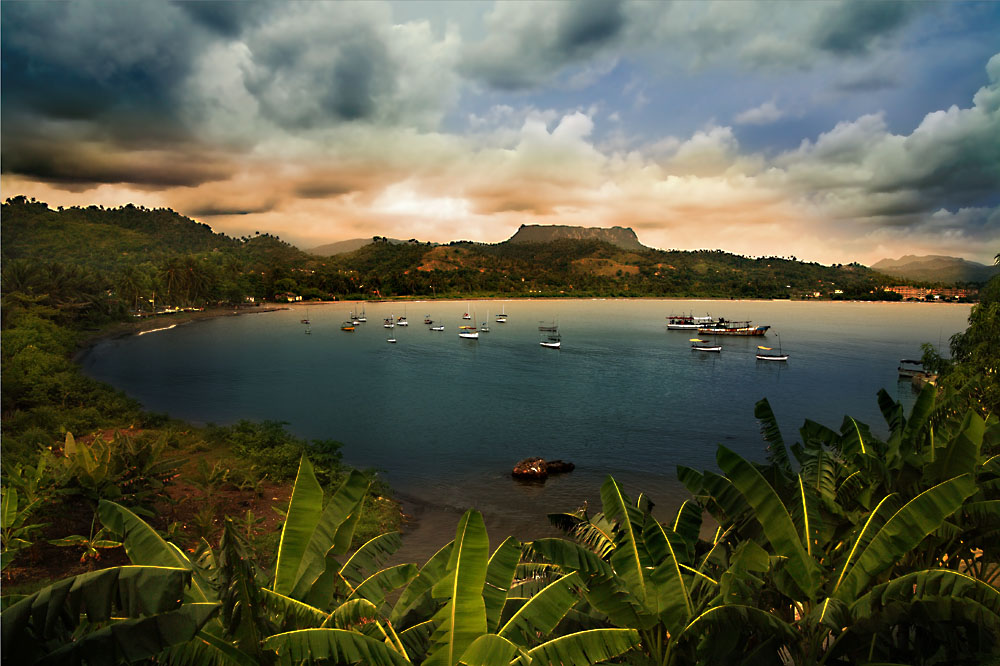
Posta de sol a la badia amb El Yunque al fons

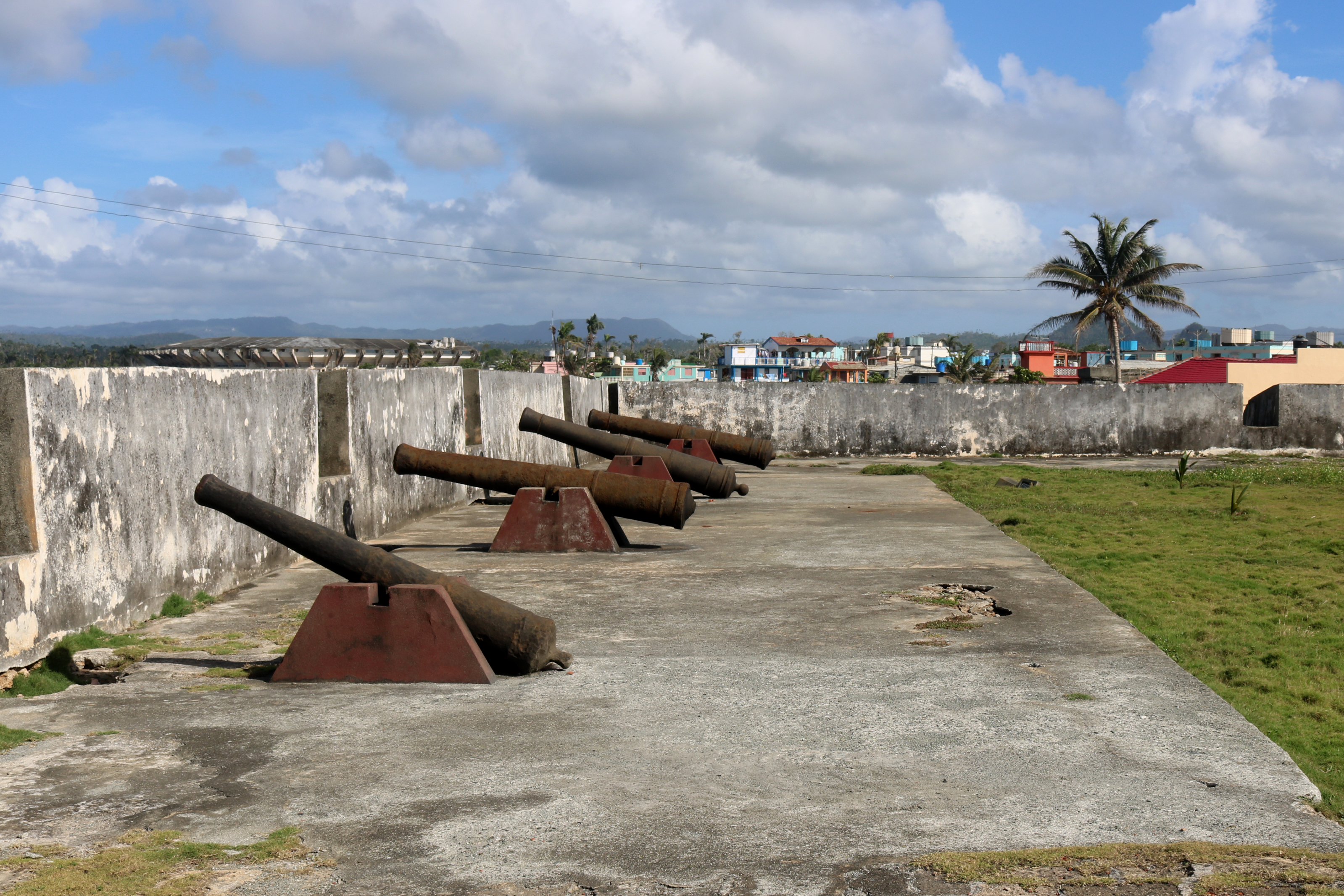
Fort Matachín

La ubicació remota a l'extrem oriental de l'illa de Cuba ha mantingut la influència del turisme de masses força baixa, malgrat la ubicació idíl·lica. Es pot arribar a Baracoa amb autobús des de Santiago de Cuba (quatre hores) o amb avió des de l'Havana (dues hores). A l'est encara es conserva el Fort Matachín (construït l'any 1802) que conté un museu. A l'oest, el Fort La Punta (construït l'any 1803) acull un restaurant i hi ha una petita platja al costat del fort. El tercer fort, El Castillo, que es troba en un turó escarpat amb una vista dominant de la ciutat i de les dues badies, és ara un hotel.